# 3DO Interactive Multiplayer
3DO Interactive Multiplayer (comumente chamado de 3DO) é um console de jogos eletrônicos doméstico com arquitetura de 32 bits.

## História
O 3DO consiste em especificações técnicas criadas pela "3DO Company", que é uma sociedade entre 7 diferentes empresas. Estas especificações são de propriedade intelectual da "3DO Company" e são a parte principal para quem quiser desenvolver um console compatível com o 3DO Interactive Multiplayer. As empresas fabricantes licenciavam os direitos autorais da 3DO para fabricar um sistema baseado nas especificações da "3DO Company", e empresas de software, licenciavam o direito de desenvolver softwares (jogos e programas) para os sistemas 3DO.
A analogia mais perto a isso é a do videocassete (VCR). A tecnologia dos videocassetes foi criada pela JVC, e qualquer outra empresa pode fabricar videocassetes desde que pague um pequeno "royalty" para a JVC. A tecnologia do 3DO foi criada pela "3DO Company", e diversas empresas licenciaram os direitos de fabricação de sistemas 3DO baseados nesta tecnologia. A "3DO Company" não fabrica os sistemas 3DO.
O 3DO R.E.A.L FZ-1, que foi lançado em 4 de outubro de 1993 na América do Norte, em 20 de março de 1994 no Japão, e no mesmo ano na Europa, é considerado por muitos como o primeiro console de videogame doméstico de 32-bits da história, embora outros reivindiquem esse título ao Amiga CD32, que foi lançado um pouco antes, em setembro de 1993, na Europa Ocidental, Austrália, Canadá e Brasil, mas nunca foi lançado nos Estados Unidos e no Japão, ou o FM Towns Marty, que foi lançado em fevereiro de 1993 exclusivamente no Japão, mas assim como o seu antecessor (o sistema de computador proprietário FM Towns, também fabricado pela Fujitsu) ele também era "alimentado" pelo CPU Intel 80386, que não é um processador totalmente de 32 bits, uma vez que suporta apenas barramento de 16 bits de endereçamento.
Basicamente, o console 3DO consiste em um processador geral RISC modelo ARM60 de 32-bit, parte gráfica baseada em 2 processadores para animação e gráficos. Tem 2 Megabytes de DRAM, 1 Megabyte de VRAM, e um drive de CD-ROM de dupla velocidade.
Embora muitos achem que o 3DO é um produto da Panasonic, na verdade, a Panasonic foi a primeira empresa a fabricar e distribuir um 3DO Player, sendo uma licenciada da 3DO Company. O nome do console 3DO da Panasonic era REAL FZ-1, sendo substituído mais tarde por um outro modelo com design diferente, simplificado e mais barato batizado de FZ-10.

## Empresas licenciadas
As empresas que eram licenciadas da 3DO Company, podendo fabricar qualquer tipo de produto de acordo com as especificações criadas pela própria 3DO Company, eram:
- Panasonic;
- Sanyo;
- Samsung;
- LG Electronics;
- Creative Labs;
- Toshiba;
- AT&T;
- Scientific-Atlanta;
- Atari Games;
- Electronic Arts;
- American Laser Games.

Todo e qualquer produto fabricado baseado nas especificações da 3DO é compatível com qualquer modelo de qualquer empresa licenciada. Até mesmo jogos lançados no Japão poderiam ser jogados em consoles americanos, desde que os caracteres japoneses, chamados de Kanji, fossem incluídos no CD (recomendação da 3DO Company). Não há nenhuma lista de jogos japoneses que fossem incompatíveis com consoles não-japoneses (exceto uma versão demo japonesa do jogo "Alone in the Dark").
A Panasonic foi a empresa que mais faturou com o 3DO, pois seu console foi o primeiro a ser lançado, e como era o único console de 32-bit fabricado até aquele momento (os seus principais concorrentes na época eram o Sega Genesis e o Super Nintendo, ambos de 16-bits), conseguiu fazer com que os americanos pagassem aproximadamente 699 dólares por um console FZ-1 na semana de seu lançamento. Porém, com a chegada de concorrentes diretos no mundo dos 32-bits (Sony e Sega), as vendas dos consoles 3DO começaram a cair vertiginosamente. Para tentar reverter esse quadro, a Panasonic lançou o modelo FZ-10, com o drive de CD mecânico (igual aos de CD players portáteis) mais barato e começou a desenvolver um acelerador para o 3DO, chamado de M2. Algumas imagens de jogos foram apresentadas, mostrando que o acelerador poderia esquentar as vendas dos consoles 3DO, porém, esse acelerador nunca foi lançado.

## Modelos
Os modelos disponíveis para o 3DO foram:

### Panasonic R.E.A.L. FZ
Primeiro modelo da 3DO lançado. Custou na data de lançamento no mercado americano US$ 699,00 e, embora tivesse um elevado preço, teve ótima aceitação e um grande número de vendas.

### Panasonic R.E.A.L. FZ-10

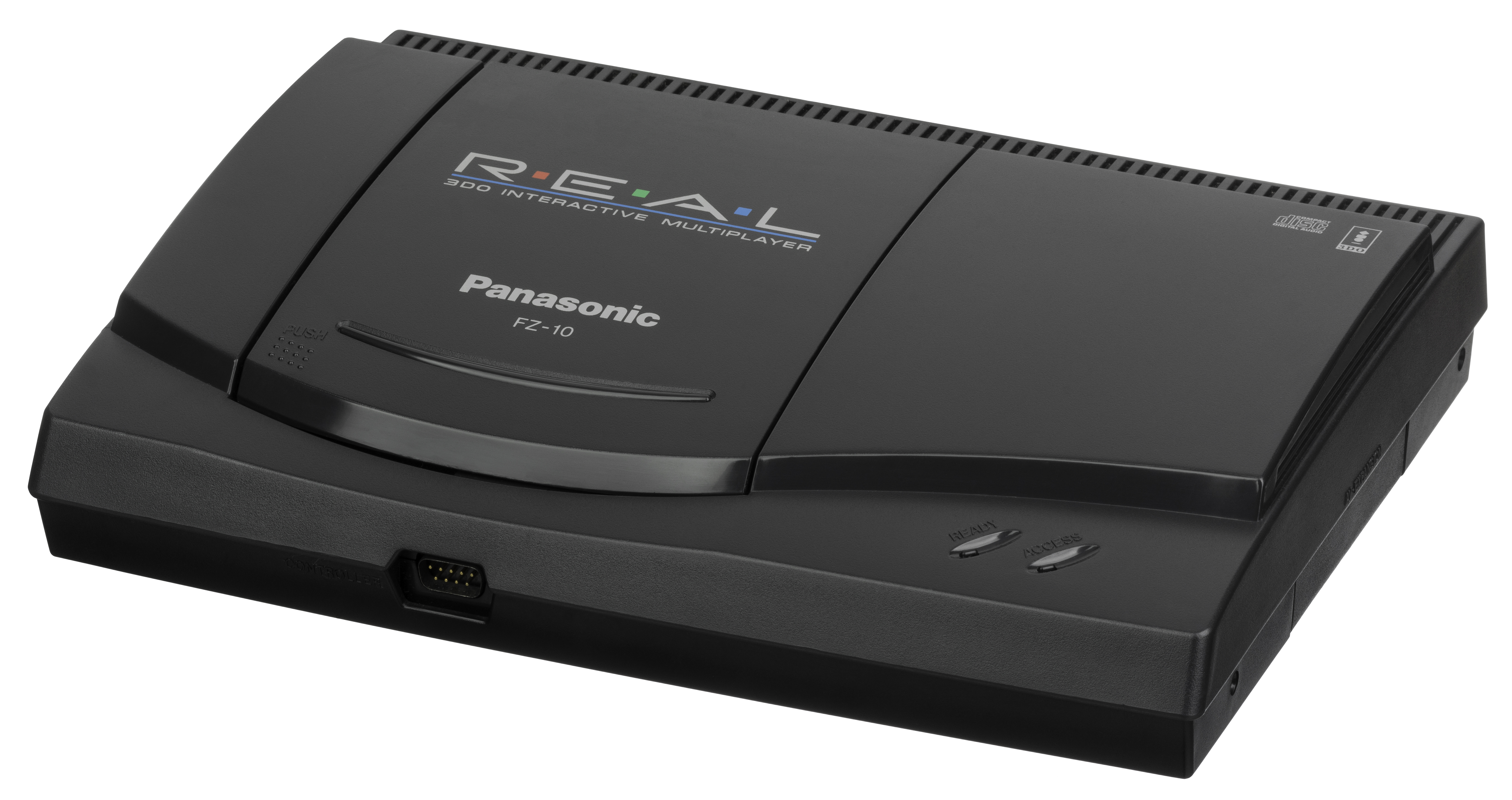
Modelo R.E.A.L. FZ-10 da Panasonic.

Com a queda nas vendas do 3DO a Panasonic decidiu lançar um modelo mais simples e barato na tentativa de aumentar as vendas.

### GoldStar 3DO GDO-101M

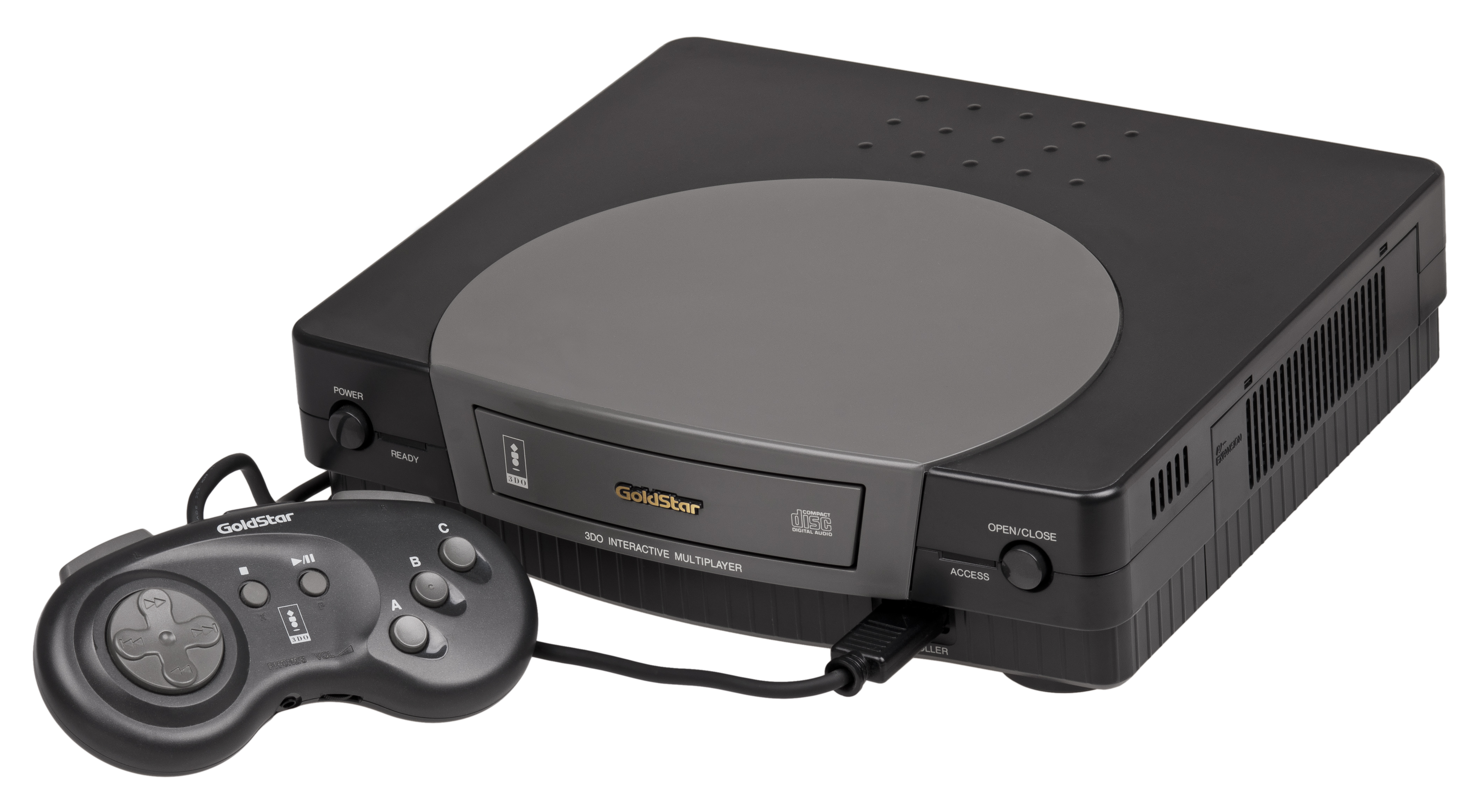
Modelo GoldStar.

Talvez o modelo de 3DO mais barato lançado. O GoldStar 3DO chegou ao mercado americano em 1993 pelo preço de US$399,00 (O R.E.A.L. da Panasonic chegou a custar US$699,00). Incluso no pacote, variavam entre os jogos FIFA Soccer e Shockwave. Foi possível encontrar esse console também no Brasil e Coreia.

### Sanyo TRY IMP 21J

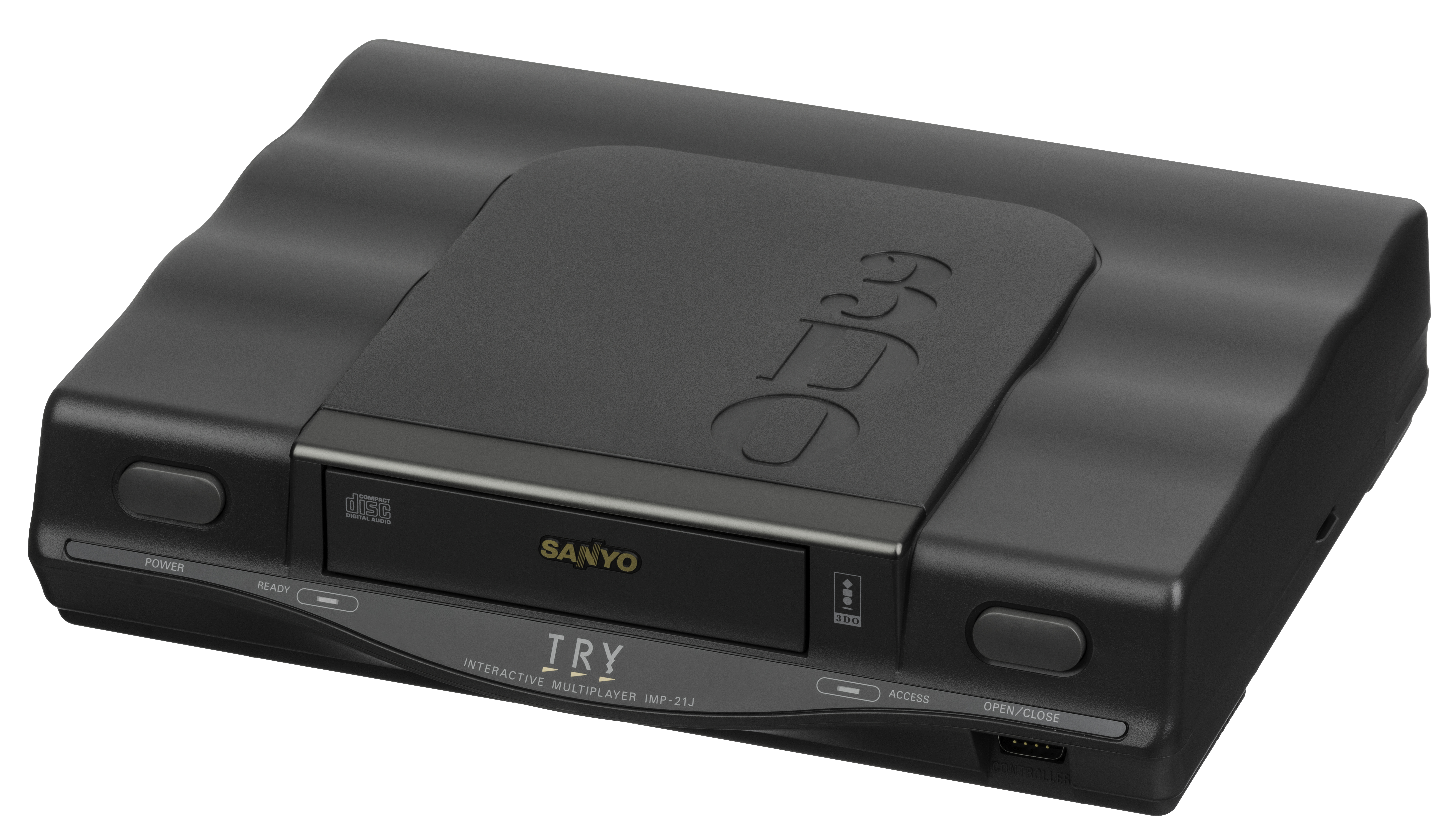
Modelo TRY da Sanyo.

Lançado pela Sanyo em 1994, somente no Japão.

### Samsung 3DO Player
A Samsung foi a última empresa a projetar um modelo 3DO, porém nunca foi lançado, devido a queda excessiva nas vendas dos consoles.

## Lista Parcial de Jogos para o 3DO
- VR Stalker – Simulador de caça;
- Star Ccontrol II – Jogo de estratégia espacial;
- Space Ace – Jogo interativo estilo FMV (Full Motion Vídeo);
- Ultraman Powered – Jogo de luta com o famoso herói japonês;
- Blade Force – Jogo peculiar de tiro em 3ª pessoa, onde o protagonista, um agente policial, pode voar, pois possui hélices nas costas.
- Wing Comander – Filme interativo;
- FIFA International Soccer – Jogo esportivo de grande sucesso neste console;
- Gex – Primeiro da saga, criado para ser o mascote da 3DO;
- Killing Time – Jogo de terror em primeira pessoa;
- Demolition Man – Jogo baseado no filme de mesmo nome estrelado por Stallone e Snipes, que obteve sucesso neste console;
- Way of the Warrior – Jogo lançado na onda do Mortal Kombat, porém com qualidade inferior;
- Mad Dog II – The Last Golg – Jogo em FMV com cenários e atores reais, tido como um dos melhores jogos para esta plataforma;
- Road Rash – Sucesso na plataforma Gênesis, ganhou uma versão mais realista no 3DO;
- Paatank – Jogo estilo pinball em primeira pessoa, onde você é a bola;
- Out of This World – A melhor versão deste game para a época;
- Off Road – Jogo de off-road futurista;
- Night Trap – Jogo estilo FMV, onde o objetivo é capturar os ladrões que tentam invadir sua casa;
- Escape From Monster Manor – Jogo de tiro em primeira pessoa;
- Space Hulk – Jogo de estratégia muito elogiado na época e com excelentes gráficos;
- Autoban Tokio – Jogo de corrida;
- Dragon's Lair – Jogo em estilo FMV, adaptação dos árcades;
- Battle Chess – Jogo de xadrez com animação e ótimos gráficos;
- Crash'n Burn – Jogo estilo Rock’n Roll Racing, com ótimos gráficos tridimensionais e ótima jogabilidade;
- The Need For Speed – Primeiro jogo da saga (O primeiro jogo era uma associação da Eletronic Arts, produtora efetiva do jogo e a Revista Road & Track, que cedeu o nome para o título do jogo: Road & Track Presents: The Need for Speed), lançado inicialmente para o 3DO, e não para o PlayStation, como muitos acreditam;
- Samurai Showdown – Versão do jogo da SNK para o 3DO;
- Crime Patrol – Jogo estilo FMV com atores e cenários reais;
- Rise Of The Robots – Jogo de luta com personagens robôs;
- Doom – Uma das primeiras versões deste famoso jogo;
- Super Street Fighter II Turbo - Versão do famoso jogo de luta